# メーヴァ (小惑星)
メーヴァ（3916 Maeva）は、小惑星帯の小惑星。アンリ・ドゥブオーニュがヨーロッパ南天天文台のラ・シヤ観測所で発見した。

## 名称
ヨーロッパ南天天文台のスタッフである天文学者パトリス・ヴィトリ（Patrice Bouchet Vitry）の姪、メーヴァ・ヴィトリ（Maeva d’Alloy d’Hocquincourt Vitry）の名前から名付けられた。命名は1992年6月に7歳で亡くなったメーヴァを偲んでおこなわれたもので、同年11月の小惑星回報（MPC 21131）で公表された。
説明文によれば、彼女は将来天文学者になると周囲に約束をしていたのだという。

## 註
1. 1 2 3  MPC 21131（1992年11月10日）